# میش‌مست
میش‌مست؛ نام دودمانی عرب در خراسان بوده‌اند که بر ترشیز (کاشمر) حکومت داشتند. این دودمان حین وقایع ۱۰۰۷ قمری و در نبردهای شاه عباس یکم با ازبکان در خراسان، شرکت کرده بودند. میش‌مست‌ها در ۱۱۰۶ قمری قسمتی از سپاه خراسان بوده و در جنگ با طوایف بلوچ شرکت داشتند. امیرخان میش‌مست، توپچی‌باشیهٔ حکومت بی‌دوام عادل‌شاه و از حامیان سلطنت شاه سلیمان دوم بود. عبدالعلی‌خان و میر محمدخان میش‌مست، پس از کشته شدن نادرشاه به علی‌مردان‌خان چهارلنگ پیوستند. حکمرانی ترشیز پس از ترور نادرشاه تا سال‌های نخست فرمانروایی فتحعلی‌شاه، با خوانین میش‌مست اداره شده و مصطفی‌قلی‌خان میش‌مست، آخرین حاکم به ارث رسیدهٔ ترشیز بود که بعد از آن، صدها خانوار میش‌مست در دورهٔ قاجار به ورامین کوچانده شدند و بالغ بر ۶۸خانوار عشایر از میش‌مست‌های ورامین همچنان باقی مانده‌اند.

## ساختمان‌ها
از ساختمان‌های مهمهٔ ایجاد شده در این دوره، می‌توان به مسجد جامع کاشمر اشاره کرد که در سال ۱۲۰۵ قمری و به هنگام امارتهٔ عبدالعلی‌خان میش‌مست بر ترشیز ساخته گشت. و در تاریخ ۲۵ اسفند ۱۳۸۰ به شمارهٔ ۵۱۵۲ توسط سازمان میراث فرهنگی ایران در فهرست آثار ملی ایران به ثبت رسیده است.